# Iphigenia
Iphigenia é um género botânico pertencente à família Colchicaceae.

## Espécies
Estão descritas 13 espécies:
- Iphigenia boinensis H.Perrier
- Iphigenia indica (L.) A.Gray ex Kunth
- Iphigenia ledermanii Engler & Krause
- Iphigenia magnifica Ansari & R.S.Rao
- Iphigenia mysorensis Arekal & S.N.Ramaswamy
- Iphigenia novae-zelandiae (Hook.f.) Baker
- Iphigenia oliveri Engl.
- Iphigenia pallida Baker
- Iphigenia pauciflora Martelli
- Iphigenia robusta Baker
- Iphigenia sahyadrica Ansari & R.S.Rao
- Iphigenia socotrana Thulin
- Iphigenia stellata Blatt.